# Правобережна Сокілка
Правобережна Сокілка (в минулому — Сокілка) — село в Україні, у Кобеляцькій міській громаді Полтавського району Полтавської області. Населення становить 207 осіб.

## Географія
Село Правобережна Сокілка знаходиться на правом березі річки Ворскли, за 17 км від районного центру Кобеляки та за 85 км від обласного центру Полтава. Вище за течією річки, на відстані 5-ти кілометрів розташоване село Перегонівка, нижче за течією, на відстані 4-х кілометрів розташоване село Лучки — центр Лучківської сільської ради, на протилежному, лівому березі річки — села Панське та Лівобережна Сокілка.

## Історія
Поселення Соколя Гора (Сколина Гора) згадується ще 1646 (коли його разом із низкою інших  населенних пунктів захопив князь Ярема Вишневецький в липні цього року на чолі 7 тисячного війська). До цього ця місцина належала до володінь коронного хорунжого Олександра Конецьпольского.
1672 сотник Соколевої Гори присягав разом із  Полтавським полком і далі Сокільська сотня вже постійно у  складі цього полку (до того вона бувала у підпорядкуванні і Чигиринського полку). 
У 1673 за часів гетьмана Самойловича відбувся значний приплив населення на Лівобережну Україну з Правобережжя, завдяки чому не лише виникали містечка але і й  значно збільшувалося населення уже існуючих. Саме в цей період Сокілка значно поповнила своє населення (паралельно з іншими містечками Поворскля - Білики, Кобеляки, Старі та Нові Санжари куди переселилася велика кількість населення Уманщини)
12 квітня 1709 відбулася битва біля містечка Сокілка між військами Швеції та Війська Запорозького Низового із військами московських інтервентів. 
1714 свої маєтності тут заповів церкві місцевий козак Микита Федорович. 1717 гетьман ствердив це надання і на їх основі став будуватися Сокологірський (Сокільський) Преображенський монастир - формально ліквідований 1786 (але лише 1797 іконостас монастиря та інше церковне начиння передали Успенському кафедральному собору Катеринослава). 
Після 1765 Сокілка стала однією з рот Дніпровського пікінерного полку.
У 1764 р. при створенні з Новосербської провінції Новоросійської губернії 22 березня (2 квітня) 1764 р., до неї спочатку були віднесені сотенні містечка Миргородського полку: Власівка і Кременчук, а в 1765 р. – Сокілка.
Восени 1769 ця рота повстала (одним з приводів було запровадження форменого зимового мундиру замість зручніших-тепліших козацьких шуб-тулупів), повстання придушили лише на початку 1770. 
У 1772 році в селі збудовано Богоявленську церкву. Дерев’яна, на честь Святого Богоявлення церква.  Згадується 10.10.1776 у зв’язку із передачею з відомства Київської до відомства Слов’янської і Херсонської єпархії. В той час мала одного священика, одного дяка та трьох церковнослужителів. 1884 перебудована. 
За конструкцією  дерев’яна, в одному зв’язку з дзвіницею, холодна.
У 1773 до церковної парафії належало 46 дворів і 28 бездвірних хат; 1776 – 50 дворів і 98 бездвірних хат. 
1789 роком датується кам'яний надгробок сокільського козака Івана Глоби. Він зберігся в долині Ворскли, на правому березі річки. Обстежувався музейниками у 2023 році
У 1902 володіла: 0,25 дес. церковної землі під погостом, 0,5 дес. садибної, 33 дес. 166 кв. саж. ружної землі. Мала 2 будинки для квартир священика та псаломщика. Діяли церковна б-ка, церковнопарафіяльна школа.
До парафії входили с.с. Василівка, Іванівка, Суриківка; хутори: Компанійцеві, Титаренкові, Проскурині, Миколенкові, Клименкові, Лісні, Яринині, Лосеви.
У 1902 парафіян – 1979 душ чоловічої, 1881 душа жіночої статі; 1912 парафіян привілейованих станів – 20, міщан – 99, козаків– 2165, селян – 1533.
14.06.1922 органами радянської влади зареєстровано статут і списки релігійної громади.
Із священиків відомі: Павло Якович Ткаченко (23.09.1874–?), Федір Іоаннович Гамалій (1902, у сані священика з 1884, нагороджений набедреником 1901), Георгій Миколайович Якубовський (1902, 1912, у сані священика з 1901), Костянтин Михайлович Холявин (1912); із псаломщиків: Стефан Олексійович Чаловський (1902, 1912, на посаді з 1857, стихар 1862), Григорій Іоаннович Іваницький (1902, 1912, на посаді з 1857); із церковних старост: фельдфебель Никифор Арсенійо-вич Лісний (1902), козак Павло Даміанович Геращенко (1912).
В переліку "Населені пункти Полтавщини у складі намісництв (1784–1796)" - Сокілка згадуєтся як казене містечко Кременчуцького повіту Катеринославського намісництва.
Сокілка була одним з найлюдніший міст Кременчуцького повіту (мала 6 тис. мешканців у 1780-х), згодом увійшла до виокремленого з нього Кобеляцького повіту.
За даними на 1859 рік у казеному містечку Сокілка Кобеляцького повіту Полтавської губернії, мешкало 3399 осіб (1650 чоловічої статі та 1749 — жіночої), налічувалось 151 дворове господарство, існували 4 православні церкви та приходське училище, відбувалось 3 ярмарки на рік та базари.
У 1863 р. була центром Сокільської волості Кобеляцького повіту.
У 1869–1870 роках було збудована Спаська церква.  Дерев’яна, хрещата в плані, з прибудованою дзвіницею, на честь Спаса Нерукотворного Образу церква збудована  коштом вдови колезького асесора Катерини Іванівни Леонтьєвої. Знаходилася на кладовищі. Приписна до церкви Іоанна Богослова. Дерев’яна, в одному зв’язку з дзвіницею, холодна.
Станом на 1900 рік село було центром Сокільської волості.
З 1917 - у складі УНР. Під час москвосько-большевицької окупації Сокілка постраждала від терору голодом 1932-1933.
12 червня 2020 року, відповідно до розпорядження Кабінету Міністрів України № 721-р «Про визначення адміністративних центрів та затвердження територій територіальних громад Полтавської області», село увійшло до складу Кобеляцької міської громади.
19 липня 2020 року, в результаті адміністративно - територіальної реформи та ліквідації Кобеляцького району, село увійшло до складу новоутвореного Полтавського району Полтавської області.

## Сокільська порода овець
Сокільська порода овець створена на Полтавщині понад 500 років тому методом народної селекції та добору місцевих овець, що мали сірий смушок, з можливимвикористанням овець каракульської породи та кримських маличів. 
Назва породи походить від села Сокілка, відомим як місце розведення сокільських овець та центр торгівлі смушками особливого забарвлення і рельєфу. Смушки переважно сірі з блакитним чи стальним відтінками, іноді чорні. Їх одержували від забитих ягнят у віці 1—3 дні. Домінантний ген широзі (сірий колір) у гомозиготному стані призводить до хронічної тимпанії і загибелі ягнят у 3 – 4-місячному віці, якщо їх
не використовувати для одержання смушків. Зазвичай забивають до 40–60%  народженого поголів’я чоловічої статі. 
Повністю Сокільська порода сформувалася до ХІХ ст. і розводилась на всій території сучасної центральної України. Нині порода перебуває в критичному стані: стабільно зменшується як кількості суб’єктів племінної справи, так і загальне й маточне поголів’я тварин у них.
Поголів’я племінних самок не перевищує 100 голів і 5 самців і зберігається лише в одному дослідному господарстві Інституту тваринництва.

## Пам'ятки
- Регіональний ландшафтний парк «Нижньоворсклянський».
- Вали фортеці сотенного містечка Сокілка, кін. XVII - XVIII ст.
- Надгробок козака Івана Глоби, 1789 р.[9]

## Відомі люди
В селі народилися:
- Лось Іван Григорович (1904—1985) — живописець.
- Лось Леонід Федорович (1928—2000) — архітектор, лауреат Шевченківської премії,
- Наріжний Симон Петрович (1898—1983) — дослідник української еміграції, бібліограф, історик.
- Семен Журахович (1907—1997) — український письменник, сценарист